# Semenivka (město)
Semenivka (ukrajinsky Семенівка; rusky Семёновка – Semjonovka) je město v Černihivské oblasti na Ukrajině. Po administrativně-teritoriální reformě v červenci 2020 patří do Siverskonovhorodského rajónu, do té doby bylo centrem Semenivského rajónu. Žije zde přibližně 8 100 obyvatel. V roce 2013 mělo 8 185 obyvatel.

## Dějiny
Semenivka byla založena v roce 1680. Městem je od roku 1953.